# Хагар, Сэмми
Сэмюэль (Сэмми) Рой Хэйгар (англ. Samuel Roy Hagar, МФА (амер.) [heɪɡɑː]; распространена транслитерация Ха́гар, не соответствующая фактическому английскому произношению; также известен как Красный Рокер, англ. The Red Rocker; род. 13 октября 1947, Монтерей, Калифорния) — американский гитарист и рок-вокалист. Наиболее известен как вокалист американской рок-группы «Van Halen».

## Биография
Родился в городе Монтерее штата Калифорния США. Карьеру певца начал в 1960—1970 годах с участия в малоизвестных калифорнийских группах. Известность приобрёл, когда присоединился к группе Montrose. Группа с его участием записала несколько удачных альбомов.
С 1976 года - сольный артист. В 1984 году выпустил наиболее свой наиболее успешный хит - I Can't Drive 55 из альбома VOA.
В 1985 году заменил вокалиста Дэвида Ли Рота в группе Van Halen. С появлением в группе нового вокалиста группа изменила своё звучание, чтобы адаптироваться к гораздо более сильному вокалу Хэйгара. Эдди Ван Хален стал чаще использовать клавиши в песнях (к чему отчасти подтолкнул колоссальный успех хита 1984 года «Jump») и звучание гитары в целом стало менее резкое и агрессивное. Из-за резкого изменения звучания фанаты в шутку стали называть группу «Van Hagar», чтобы подчеркнуть различия в звучании. Хэйгар в составе Van Halen почти не исполнял песни, написанные во времена Ли Рота, за исключением хитов «Aint Talkin` Bout Love», «Jump» или «Panama». Основной репертуар группы в этот период составили песни, написанные уже с Сэмми Хэйгаром. Также группа исполняла две песни, написанные Сэмми ещё до прихода в Van Halen, такие как «I Can`t Drive 55» и «Only One Way to Rock», в которых Сэмми помимо пения играл на второй гитаре. При его участии группа выпустила 4 альбома, а также записала два концерта на DVD. 

В 1996 году Сэмми Хэйгар был уволен из Van Halen.
В настоящее время является участником групп Chickenfoot и The Circle.

## Дискография

### Студийные альбомы
- Nine on a Ten Scale (1976)
- Sammy Hagar (1977)
- Musical Chairs (1977)
- Street Machine (1979)
- Danger Zone (1980)
- Standing Hampton (1981)
- Three Lock Box (1982)
- VOA (1984)
- I Never Said Goodbye (1987)
- Marching to Mars (1997)
- Red Voodoo (1999)
- Ten 13 (2000)
- Not 4 Sale (2002)
- Livin' It Up! (2006)
- Cosmic Universal Fashion (2008)
- Sammy Hagar & Friends (2013)
- Lite Roast (2014)
- Space Between (2019)
- Lockdown 2020 (2021)

### Montrose
- Montrose (1973)
- Paper Money (1974)

### Van Halen
- 5150 (1986)
- OU812 (1988)
- For Unlawful Carnal Knowledge (1991)
- Balance (1995)

### Chickenfoot
- Chickenfoot (2009)
- Chickenfoot III (2011)

## Интересные факты
- 12 марта 2007 года был введён в Зал славы рок-н-ролла как бывший участник Van Halen.[2]
- Является основателем фирмы — производителя текилы в США.[3]
- С 1997 по 1999 фирма Washburn выпускала ряд именных гитар Сэмми Хэйгара под марками RR-100, RR-150, RR-180, RR-200, RR-300. Отличительной особенностью этих электрогитар был красный цвет и наличие 2-х типов звукоснимателей, электромагнитного и пьезоэлектрического.
- Сэмми Хэйгар упоминается в 8 серии 26 сезона мультипликационного сериала «Симпсоны».[источник не указан 3776 дней]
- Исполнял песню «Winner Takes It All» из саундтрека к фильму «Изо всех сил» (1987).
- Его песня "I Can't Drive 55" звучит во второй части фильма "Назад в будущее".